# Libanius

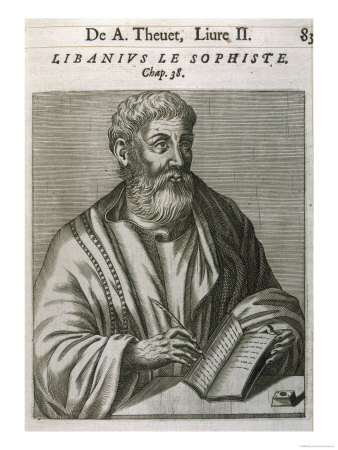
Houtsnede voorstellende Libanius

Libanius (Oudgrieks Λιβάνιος), geboren in Antiochië omstreeks 314 en overleden in Antiochië in 393.
Hij was een leraar in de retorica. In zijn werken gaf hij uiting aan veel van de idealen die de Griekse heidense stedelijke elite uit de late oudheid koesterde.

## Leven
Libanius behoorde tot een vooraanstaande familie in Antiochië. Tussen 336 en 340 studeerde hij retorica in Athene. Hij begon zijn onderwijscarrière als sofist in Constantinopel. Na allerlei moeilijkheden verliet hij in 343 de stad. Na een kort verblijf in Nicea vestigde hij zich (van 344 tot 349) en had er de aangenaamste periode van zijn leven. Tussen 349 en 353 bevond hij zich opnieuw in Constantinopel. Hij werd er aangesteld tot officiële leraar in de retorica. Niet zonder moeilijkheden keerde hij uiteindelijk terug naar Antiochië. Hij vestigde daar in 354 definitief zijn school en verbleef er de rest van zijn leven. Hij bleef als leraar actief tot op tachtigjarige leeftijd, schooljaar 392 - 393.
Zijn gehele leven bleef hij een aanhanger van de Romeinse religie en bekeerde hij zich nooit tot het christendom.
Vele vooraanstaande personen, zowel christenen als niet-christenen, hebben bij hem gestudeerd : Johannes Chrysostomos en Theodorus van Mopsuestia (hoogstwaarschijnlijk), Basilius van Caesarea en Gregorius van Nazianze (waarschijnlijk) en Ammianus Marcellinus (mogelijk).

## Werken
Zijn gehele oeuvre is een van de meest omvangrijke die de oudheid ons heeft nagelaten.
a. Redevoeringen (λόγοι):
Er zijn in totaal 64 redevoeringen overgeleverd. De redevoeringen kennen verschillende soorten bestemmelingen : de keizer (gericht aan keizer Julianus of aan keizer Theodosius I), een vertegenwoordiger van de keizer, een stad, een specifiek individu (bijvoorbeeld een leerling van Libanius).
Redevoering 1 (Βίος) is eigenlijk een autobiografie. Het is de tweede oudste autobiografie die de oudheid ons heeft overgeleverd.
De meeste redevoeringen die een keizer als bestemmeling hebben, zijn gericht aan keizer Theodosius I. Zo is er redevoering 30 Over de tempels (waarschijnlijk tussen 384 en 391) die zich uitspreekt tegen de verwoesting van heidense tempels. Redevoering 19 Over de opstand en redevoering 20 Over de verzoening hebben te maken met de opstand van 387 in Antiochië.
b. Brieven (ἐπιστολαί):
Het aantal authentieke brieven bedraagt 1544. Dit vormt de meest uitgebreide brievenverzameling uit de oudheid. Waarschijnlijk zijn een niet onaanzienlijk aantal brieven verloren gegaan. Zo is er geen enkele brief uit de periode 365 - 388 bewaard gebleven. De bestemmelingen zijn zeer uiteenlopend (meerdere honderden in totaal) : oud-leerlingen, ouders van leerlingen, vrienden, vijanden, stadsgenoten die zich ver buiten Antiochië gevestigd hebben enz. De onderwerpen zijn : bedankingsbrieven, aanbevelingen, protestbrieven, aanmoedigingen, raadgevingen enz.
c. Schoolwerken van Libanius
1. Hypotheseis (ὑποθέσεις) :
Dit zijn inleidingen tot de redevoeringen van Demosthenes. Er zijn in totaal 57 overgeleverd. Ze dateren van omstreeks 352.
2. Declamationes ( in het Grieks : μέλεται - oefeningen) :
Dit zijn volledig fictieve redevoeringen. Er zijn 51 declamationes bewaard gebleven. Deze kunnen ingedeeld worden in : a. twee socratische redevoeringen b. zes met een mythologisch onderwerp c. zeventien hebben betrekking op historische onderwerpen uit het klassieke Athene. d. de overige declamationes hebben een type, een karakter tot onderwerp (bijvoorbeeld de gierigaard, de rijke man, de tiran, de redenaar ...). De authenticiteit van enkele declamationes wordt betwist.
3. Progumnasata (προγυμνάσατα) :
Progumnasata zijn korte oefeningen die de leerlingen van Libanius kregen als voorbereiding tot de eigenlijke redevoering. In totaal zijn er 131 overgeleverd, maar daarvan werden er een twintigtal ten onrechte aan Libanius toegeschreven. Ze zijn gerangschikt in 12 verschillende types (fabels, verhalen, gemeenplaatsen, parallellen, beschrijvingen enz.).

### Tekstuitgaven,vertalingen en commentaren
- Bradbury, S., Selected Letters of Libanius, Liverpool, 2004
- Cabouret, B., Libanios, Lettres aux hommes de son temps, Les Belles Lettres, 2000
- Fatouros G. & Krischer, T., Libanios. Briefe. Kleine Auswahl aus dem erhaltenen Briefkorpus, Düsseldorf 1980.
- Foerster, R. : Libanii opera, 12 Bände, Grundlegende Textausgabe für die Beschäftigung mit Libanios, Leipzig 1903–1927
- Libanios, Discours, tome 1. autobiographie, discours , éd. et trad. J.Martin & P. Petit, Les Belles Lettres, 1979; tome 2. discours 2-10, éd. et trad. J. Martin, Les Belles Lettres, 1988 ; tome 4. discours 59, éd. et trad. P.-L. Malosse, Les Belles Lettres, 2003.
- Norman, A. F., Libanius. Autobiography and selected letters, London, 1992.
- Norman, A. F., Libanius. Selected Works, London, 1969–1987.

### Secundaire literatuur
- Cribiore, R., The School of Libanius in Late Antique Antioch, Princeton University Press, 2006
- Downey, G., Ancient Antioch, Princeton, 1963
- Festugière, A.-F., Antioche païenne et chrétienne. Libanius, Chrysostome et les moines de Syrie, Paris, 1959
- López Eire, A., Atico, koiné y aticismo : estudios sobre Aristófanes y Libanio, Murcia, 1991.
- López Eire, A., Semblanza de Libanio, Mexico, 1996.
- Oxford Classical Dictionary (3rd edition), Oxford and New York, 1996, artikel Libanius, pag. 853 - 854.
- Petit, P., Libanius et la vie municipale à Antioche au IVe siècle apr. J.-C., Paris, 1955.
- Petit, P., Les étudiants dez Libanius. Un professeur de faculté et ses élèves au Bas-Empire, Paris, 1957.
- Petit, P., Les fonctionnaires dans l'oeuvre de Libanios: analyse prosopographique, Paris, 1994.

### Algemeen
- (fr)  Centre Libanios[dode link], deel van het interdisciplinair onderzoekscentrum CRISES[dode link]
- (fr)  cursus over Libanius